# Chiến thắng của Wellington
Chiến thắng của Wellington (hay còn gọi là Trận chiến tại Victoria) là tác phẩm Op.91 của nhà soạn nhạc người Đức Ludwig van Beethoven. Đây là tác phẩm có tiêu đề miêu tả thất bại của Napoléon Bonaparte tại trận Vitoria, Tây Ban Nha vào năm 1813, trận mà ông thua trước Arthur Wellesley, Công tước thứ nhất của Wellington. Tác phẩm thính phòng này được Beethoven viết 1 năm sau thất bại đó của con người mà ông từng ngưỡng mộ rồi căm ghét, người mà suýt nhận được món quà là bản giao hưởng số 3.
Nó bắt đầu với những tiếng trống quay cuồng, sau đó được trộn vào với các giai điệu của bản nhạc yêu nước Anh Rule, Britannia!, cũng như bản nhạc dân gian Pháp Malbrough s'en va-t-en guerre và cuối cùng là bản quốc ca Anh God save the King..